# Simão de Cordes
Simão de Cordes (n. Antuérpia) foi um corsário luso-neerlandês do século XVI para o século XVII.

## Biografia
Nos Países Baixos, onde existia uma grande colónia de Portugueses, muitos deles dedicaram-se à pirataria e ao corso contra os Espanhóis. Entre eles, destacaram-se Simão de Cordes e o seu irmão Baltasar de Cordes, dois Portugueses ou seus descendentes, que foram os primeiros corsários holandeses de 1598 a 1600. Ficaram célebres pelas pilhagens e massacres que fizeram na colónia Espanhola do Chile.
Natural de Antuérpia, Simão de Cordes casou com Maria Condetorft, filha de Gaspar Condetorft e de sua mulher, da qual teve um filho, João (por vezes aparece Simão) Baptista de Cordes, Familiar do Santo Ofício da Inquisição de Lisboa, o qual casou por sua vez com Cecília de Wel, filha de João de Wel (filho doutro João de Wel e de sua mulher) e de sua mulher Brites Bacelar (filha de Adão Bacelar e de sua mulher). O filho destes, também chamado Simão de Cordes, foi fidalgo da Casa Real e Capitão de Cavalos e casou com Catarina Tomásia Brandão Pereira, filha bastarda de António Pereira Brandão, cavaleiro, comendador e bailio de Leça da Ordem de Malta, e de sua amante Maria de Lercaro, Italiana, e neta paterna de Carlos Brandão, Desembargador dos Agravos, e de sua mulher Catarina da Costa (filha de Manuel Antunes da Costa e de sua mulher), com geração extinta na varonia.
A primeira expedição corsária dos Holandeses enviada ao continente Americano foi comandada por Jacques Mahu. Composta de cinco navios e de um patacho, a frota largou de Roterdão a 27 de Junho de 1598, e dirigiu-se ao arquipélago de Cabo Verde. Aqui, duzentos mosqueteiros desembarcaram na ilha de Santiago e tomaram posse dum fortim. Pouco depois, entre os expedicionários vitimados pelo escorbuto, encontrava-se o próprio comandante Jacques Mahu. Simão de Cordis assumiu a chefia da expedição, dirigindo a frota para a ilha de Ano-Bom e, a seguir, para o Rio da Prata, Peru. Em Buenos Aires, Simão de Cordis quis fazer-se passar por mercador Flamengo originário das Províncias leais a Espanha. Incapaz de ganhar a confiança das autoridades, não conseguiu obter a desejada licença de comércio. Prosseguiu viagem rumo ao Estreito de Magalhães, de acordo com o plano estabelecido. Na zona do Estreito, na Baía Grande, os expedicionários fizeram uma escala assaz demorada. Com efeito, mantiveram-se na inóspita região durante cinco longos meses. Abrigando-se do Inverno Austral, tinham em vista aproveitar o tempo da estadia na zona para fundar uma base naval. Porém, acossados pelas populações nativas, perderam mais de cento e vinte homens no decurso da permanência no local. Um saldo bem pesado. Anularam, por conseguinte, o projecto de base que tencionavam estabelecer com o fim de desferir ataques regulares às Colónias Espanholas da área. Já no Oceano Pacífico, um dos navios da frota naufragou. Um segundo navio, a exemplo doutros barcos que, aventurando-se em tais águas, não ousavam vencer o desafio, inverteu o rumo e voltou à Holanda. Um terceiro, ameaçado por uma epidemia que alastrou entre a equipagem, aportou a Valparaíso, Chile, para se entregar aos Espanhóis. Com estas perdas, o plano de instalação de bases de apoio à navegação Holandesa nas costas Americanas do Oceano Pacífico tornou-se dia a dia menos verosímil. Para completar o quadro, no decorrer duma tentativa de desembarque, um grupo de Índios investiu sobre os intrusos, causando-lhes trinta baixas. De novo a frota ficava sem comandante. Entre os mortos, encontrava-se Simão de Cordis. Seguidamente, os dois navios que restavam, sem dificuldades cruzaram o Oceano Pacífico. Um destes navios foi aportar ao Japão, na ilha de Kyushu. Segundo Alfredo Botelho de Sousa nos "Subsídios para a História Militar Marítima da Índia (1585-1669)", 4 volumes, Lisboa, 1930-1956, os seus tripulantes foram bem recebidos pelos Japoneses. Porém, logo que os Portugueses residentes em Nagasaki tomaram conhecimento do sucedido, tentaram convencer o Governador da ilha de que os visitantes eram piratas. E com êxito, visto que os Holandeses foram presos e a mercadoria que transportavam arrestada. Viriam mais tarde a ser libertador por ordem do Imperador do Japão. O outro navio foi detido em Tidore pelos Portugueses e os restantes tripulantes foram levados para Malaca sob prisão. Sem dúvida, o balanço desta primeira viagem dos Holandeses à América, com regresso à Europa através da rota do Oceano Pacífico, saldou-se num desastre completo.